# جيرمان أوم
جيرمان أوم (بالإسبانية: Germán Ohm)‏ مواليد 28 مايو 1936 في مدينة مكسيكو، هو ملاكم محترف مكسيكي معتزل كان يصنف ضمن فئة الوزن الخفيف.

## إحصائيات
خاض خلال مسيرته 39 نزالا، فاز في 32 وتعادل في 1 وخسر في 6. فاز بالضربة القاضية في 22 نزالا.

## روابط خارجية
- جيرمان أوم على موقع بوكس ريك (الإنجليزية) (registration required)